# Genesis of Aggression
Genesis of Aggression – polska grupa thrashmetalowa założona w 1986 w Siemianowicach Śląskich z inicjatywy gitarzystów Jarosława Dziedzisza, Marka Stompla oraz perkusisty Jacka Moja.
W 1988 grupa wydała własnym nakładem demo Mors Dicit. W 1989 ukazał się jedyny album grupy, Disappointment. 
Zespół brał udział w przesłuchaniach do Metalmanii w 1989 roku, w których to został uznany za rewelację między innymi przez Wojciecha Hoffmanna z formacji Turbo, uzyskując maksymalną liczbę punktów.
Po roku 1989 grupę opuściło trzech członków, w tym założyciele Marek Stompel oraz Jacek Moj. Ich miejsce zajęli perkusista Jarek Janik, wokalista oraz gitarzysta Adam Pluciński, a także  znany z formacji Horrorscope gitarzysta Krzysztof „Pistolet” Pistelok.
Adam Pluciński zaśpiewał jeszcze pod szyldem Genesis Of Aggression na Metallica Zlot 30 września 2000 roku wśród takich zespołów jak Kat, Gang Olsena czy Dragon. Z okazji tego koncertu, który odbył się w Katowickim Mega Club wydano album Metallica Zlot - Live, oraz zarejestrowano videoclip do utworu Enter Sandman formacji Metallica, na którym zaśpiewał Adam Pluciński

## Dyskografia
- Mors Dicit (demo, 1988)
- Disappointment (1989)